# Kalirejo (Lawang)
Kalirejo is een bestuurslaag in het regentschap Malang van de provincie Oost-Java, Indonesië. Kalirejo telt 13.296 inwoners (volkstelling 2010).